# Elmar Maguerràmov
Elmar Magerramov (en àzeri: Elmar Məhərrəmov); (en rus: Эльмар Магеррамов); nascut el 10 d'abril de 1958 a Bakú, (llavors RSS de l'Azerbaidjan, actualment Azerbaidjan) és un jugador i entrenador d'escacs àzeri, que té el títol de Gran Mestre des de 1992.
Tot i que des de gener de 2012 ja no hi apareix com a jugador en actiu, a la llista d'Elo de la FIDE del febrer de 2020, hi tenia un Elo de 2515 punts, cosa que en feia el jugador número 16 de l'Azerbaidjan. El seu màxim Elo va ser de 2580 punts, a la llista de juliol de 1994 (posició 59 al rànquing mundial).

## Resultats destacats en competició
El 1990, Maguerramov va guanyar el fort VIII Obert Internacional d'Andorra, per sobre d'Atanas Kolev. El millor resultat de la seva carrera l'obingué quan empatà al primer lloc al 58è Campionat de l'URSS de 1991, la darrera edició que se celebrà; en aquest campionat, va perdre el desempat contra Artaixès Minassian, qui esdevingué el darrer campió de l'URSS. El 1992, obtingué el títol de Gran Mestre, essent el tercer àzeri de la història en aconseguir-ho. El 1993, va guanyar el torneig de Bad Wörishofen.
Ha jugat contra Garri Kaspàrov diversos matxs d'entrenament i partides de torneig, amb un excel·lent resultat global de (+4 -8 =7).
Ha guanyat també l'Obert dels Emirats Àrabs Units (a Dubai) en les edicions de 2005, 2006 i 2007.

## Entrenador d'escacs
Magerramov ha compatibilitzat la seva carrera escaquística amb la d'entrenador. Ha estat entrenador nacional de Tunis, va entrenar en Garri Kaspàrov durant el Campionat del món d'escacs de 1984, i na Maia Txiburdanidze durant el Campionat del món d'escacs femení de 1991.
Magerramov resideix actualment als Emirats Àrabs Units, és casat, i té dos fills. Entre les seves principals aficions, a banda dels escacs, hi ha la matemàtica i la música.
Tibor Karolyi va dedicar el 9è capítol del seu llibre Genius in the Background (de 2009) a en Magerramov.

## Partides destacades
- Maguerramov - Kaspàrov, Bakú 1979, 1-0: Una victòria contra un jove Garri Kaspàrov, qui també és de Bakú.
- Maguerramov - Lembit Oll, Kalipeda 1988, 1-0[Enllaç no actiu]: Partida coneguda com la immortal de Magerramov